# Тръмп Тауърс Истанбул
Тръмп Тауърс Истанбул (на турски: Trump Towers İstanbul) са 2 свързани кули в Шишли, Истанбул, Турция.
Едната от кулите е офис кула, а другата е жилищна кула, състояща се от над 200 жилища. Комплексът разполага и с търговски център с около 80 магазина и мултиплекс кино. Те са първите Тръмп Тауърс, построени на европейския континент.
Строителят на имота е турският милиардер Айдън Доган, в лицензионно партньорство с американския бизнесмен Доналд Тръмп. Дъщеря му Иванка Тръмп присъства на откриванито през април 2012 г. с Ердоган. Много фирми, базирани в Европа и Близкия изток, заемат комплекса.
Първоначалният притежател на лиценза е разработчикът от Маями Ади Чабли. Чабли първоначално довежда Тръмп в Турция и притежава лиценза преди преговорите и впоследствие прехвърлянето на правата върху Истанбул на Доган груп.
Жилищната кула включва единствената колективна винарска изба в Турция, избата е построена от Focus Wine Cellars.
Сред видните наематели на сградите е роденият в Иран бизнесмен Реза Зараб.

## Спор за името Тръмп
Турският собственик на Тръмп, който плаща на Тръмп за използването на името му, е съобщено през декември 2015 г., че проучва правни средства за отделяне на собствеността след призива на кандидата за президент „временно да забрани на мюсюлмани от определени страни да влизат в САЩ.“
През декември 2015 г. Тръмп заявява в радио интервю, че е имал „конфликт на интереси“ в отношенията си с Турция заради собствеността си, като казва: „Имам малък конфликт на интереси, защото имам голяма, голяма сграда в Истанбул. Нарича се Тръмп Тауърс. Две кули, вместо една. Не е обичайната, две са. И опознах Турция много добре.“
През август 2018 г. Айтун Джирай, генерален секретар на партията Iyi, основна опозиционна партия в Турция, призовава правителството на президента Ердоган да „превземе Тръмп Тауърс“ в знак на протест срещу декларацията на администрацията на Тръмп за санкции срещу турските министри на правосъдието и вътрешните работи.